# Sniffin' Glue
Sniffin' Glue é um famoso fanzine mensal, fundado por Mark Perry em julho de 1976. O nome surgiu da música "Now I Wanna Sniff Some Glue", dos Ramones. Alguns que escreviam para a revista incluíam jornalistas como Danny Baker.
No começo, a circulação vendeu apenas 50 cópias, mas não levou muito tempo para que as vendas aumentassem para 15.000 cópias. O apelo inovativo da Sniffin' Glue era a sua iminência.
"A Sniffin' Glue não era quase mal escrita, ela realmente era mal escrita; gramática não existia, o layout era acidental, os títulos eram geralmente escritos com canetinha hidrocor, palavrões eram mais usados do que um argumento moderado... tudo isso deu à Sniffin' Glue a sua força e relevância."
Os primeiros dias do movimento punk obviamente faliu em atrair a atenção da televisão e da grande mídia, do mainstream, e a Sniffin' Glue continuou sendo uma das principais fontes de fotografias, informações e contribuições à cena.
A NME aclamou a Sniffin' Glue como sendo "a melhor, mais saudável e mais engraçada publicação na história do Rock 'n' Roll", e isso realmente tornou-se a verdadeira crônica dos primórdios do punk rock britânico, como tornou-se também a pioneira da ética punk DIY.
Mais tarde, alguns passaram a chamar a revista de "Bíblia do movimento punk". Para o número final, Mark tornou-se sócio de Harry Murlowski, o fotógrafo e, mais tarde, empresário da Sniffin' Glue.
Temendo a absorção da revista pela mídia, Perry encerrou a publicação do fanzine em 1977. No último número, ele encorajou os seus leitores a segui-lo com seus próprios fanzines punk.
Em 2000, Mark Perry publicou Sniffin' Glue: The Essential Punk Accessory, que é uma compilação de todos os números do fanzine, com acréscimo de material novo escrito por ele. A Sniffin'Glue é citada na música "Three Sevens Clash" do grupo The Alarm.

## Link Externo
- A história da "Sniffin' Glue"